# Disney Channel (Frankrig)
 For alternative betydninger, se Disney Channel (flertydig). (Se også artikler, som begynder med Disney Channel)
Disney Channel er en fransk betalings-tv-kanal, der ejes af The Walt Disney Company. Det blev lanceret i marts 1997, primært på CanalSatellite-platformen.

## Historie
Den 2. november 2002 udvidede porteføljen af Disney-brandede kanaler i Frankrig fra en til fire kanaler med lanceringen af Toon Disney, Playhouse Disney (nu Disney Junior) og Disney Channel +1. Filmkanalen Disney Cinemagic (nu Disney Cinéma) blev lanceret i september 2007.
Den 1. april 2011 blev kanalen lanceret på IPTV-platforme. Den 19. april 2011 lancerede Disney og Free ISP en VOD-tjeneste på Freebox kaldet Disney-Tek Den 1. maj 2011 omdirigerede kanalen sin grafiske pakke.